# Tubac
Tubac est un village du comté de Santa Cruz dans l'Arizona aux États-Unis. 
Tubac est aussi le nom de la census-designated place (CDP) dépendant de ce village. Une CDP, que l'on peut traduire par « endroit désigné du recensement » ou « secteur statistique », est une zone délimitée par le Bureau du recensement des États-Unis (United States Census Bureau) à des fins statistiques.
Ce CDP comptait 949 habitants en 2000. 

## Toponymie
Ce toponyme vient du nom originel du lieu, en langue O'odham (langue des indiens Papago (Tohono) et Pima (Akimel)) : « Co:wak », qui signifie « pourri ». 

## Géographie
Tubac est situé le long de la Santa Cruz River (ou río Santa Cruz en espagnol, ou Holly Cross River en anglais).

## Histoire
En 1752, afin de venir à bout d'une révolte des indiens Pimas, le Vice-roi de Nouvelle-Espagne, Juan Francisco de Güemes y Horcasitas, y fait édifier un presidio.
Tubac devient une halte sur El Camino Real (la « Route royale ») qui conduit de Mexico aux colonies de peuplement espagnoles de Californie.

## Tourisme
À Tubac se trouve le Tubac Golf Resort and Spa, un hôtel membre des Historic Hotels of America depuis 2008.
L'Old Tubac Schoolhouse, ancien bâtiment scolaire, sert d'office de tourisme pour le Tubac Presidio State Historic Park.